# 호리이 마나부
호리이 마나부(일본어: 堀井 学, ほりい まなぶ, 1972년 2월 19일~)는 일본의 정치인이자 전직 스피드스케이팅 선수이다. 자유민주당 소속 중의원 의원(3선)이다. 홋카이도 무로란시 출신이다. 500m와 1000m를 주로 하는 단거리 전문 선수로 활동했다. 1994년 동계 올림픽 500m에서 동메달을 땄다. 1996년과 1997년 1000m에서 두 차례 세계 신기록을 경신했다. 1997년 세계 종목별 선수권 500m에서 우승했다.
2002년 선수 생활에서 은퇴하였고, 2007년 자유민주당에 입당하여 홋카이도의회 의원으로 선출되어 정계에 진출하였다. 2012년 하토야마 유키오 전 총리의 지역구인 홋카이도 제9구 중의원 선거에 출마하여 하토야마 유키오와 대결할 예정이었으나, 하토야마가 불출마하고 정계 은퇴하였다. 호리이 마나부는 그 선거에 당선되어 2012년 12월 17일부터 중의원 의원으로 재직중이다.

## 역대 선거 결과
|  | 0% |

|  | 0% |

|  | 55.19% |

|  | 45.73% |

|  | 46.75% |

|  | 48.49% |